# Bem (Star Trek)
Bem je druhá epizoda druhé řady animovaného seriálu Star Trek. Premiéra epizody v USA proběhla 14. září 1974, v České republice 18. ledna 1998.

## Příběh
Hvězdného data 7403.6 federační loď USS Enterprise NCC-1701 vedená kapitánem Jamesem T. Kirkem podniká sérii průzkumných výprav v neprozkoumaných oblastech. Na palubě Enterprise je také nezávislý pozorovatel, čestný komandér, Array Ben Bem z planety Pandro systému Garro VII. Loď má za úkol prověřit nově objevenou planetu třídy M.
Výsadek tvoří kapitán Kirk, první důstojník Spock, šéfinženýr Scott, kormidelník Hikaru Sulu a Bem. Při transportu je část výsadku přesunuta nad převis a spadne do jezera. Bem skočí do jezera a nabízí pomoc. Protože je voda mělká, kapitán odmítá. Nicméně Bem se pod vodní hladinou rozpůlí a jeho spodní část dojde ke kapitánovi a Spockovi a malýma rukama jim z kapes cosi sebere. Pak se zase spojí s horní částí Bema. Uhura z lodi hlásí, že zachytila z planety zvláštní údaje. Výsadek se vydává na průzkum. Bem oznamuje, že zachytil pozdrav od bytostní před nimi a najednou se dává na úprk. Ostatní jej pronásledují, ale před křoviskem se Bem rozdělí na několik částí a bez újmy projde trním.
Když ostatní nachází Bema, je obklíčen domorodými tvory s oštěpy. Mezitím Uhura s Arexem zjišťují další podivné údaje a chtějí transportovat výsadek. Daří se jim to u Scottyho a Sulu, ale nemohou zaměřit kapitána ani prvního důstojníka. Kirk zjišťuje, že jeho phaser a komunikátor jsou jenom atrapy. Pokusí se tedy Bema zachránit v noci, ale jsou také zajati. Bem nechápe, proč jej nenechají provádět nadále průzkum, ale vrací jim jejich přístroje, které má stále u sebe. Zvláštní anomálie nulového pole, kterou viděla Uhura na senzorech, však obsáhla celý kontinent a komunikace s lodí není možná.
Při pokusu o útěk jsou všichni tři zachyceni a znehybněni anomálií. Z nebes k ním promlouvá cizí hlas, který domorodce označuje za své děti a pobuřuje jej, že lidé chtějí planetu zkoumat. Všichni tři jsou opět uvězněni. Bem nařkne kapitána z neschopnosti, rozdělí se, aby prošel mřížemi, a následně odešel, aniž by pomohl Kirkovi se Spockem. Kapitán se zkouší domluvit s ochráncem planety. Ten souhlasí, že je nechá odejít pod podmínkou, že se jejich druh bude planetě vyhýbat.
Kirk nechává na povrch transportovat výsadek, aby našli Bema. Ten je opět zajatý domorodci. Když jej osvobodí, Bem se mu omlouvá a přiznává svou chybu. Kapitán vysvětluje ochránci planety, že nemohli nechat Bema, aby narušoval jejich klid. Bem se chce nadobro rozdělit, protože všechny zklamal, ale energetická bytost planety jej přemlouvá, aby se spíše ze své chyby poučil. Následně se všichni vrací na Enterprise.
Kirk nechává vyhlásit kolem planety zakázanou zónu, aby již žádná loď Federace nenarušovala klid jejích obyvatel.